# Слепоглед (роман)
Слепоглед (на английски: Blindsight) е роман на Питър Уотс в жанра твърда научна фантастика, издаден от Tor Books на 3 октомври 2006 г. През следващата година е номиниран за Награда „Хюго“ за най-добър роман, както и за Награда „Локус“, и награда на името на Джон Кемпбъл.
Романът е публикуван под Криейтив Комънс лиценз и може да се намери за четене и изтегляне на сайта на автора.

## Сюжет
Сюжетът на романа проследява екипаж от космонавти на кораба „Тезей“, изпратени да разследват и направят първи контакт с извънземнен обект, наречен „Роршах“, както и да изследват неговата идентичност и съзнание. Заглавието на романа – Blindsight – е и неврологично състояние, свързано със способността на мозъка за възприемане на визуални стимули без да има пряка видимост към тях. Засягат се и теми като идентичност, самоосъзнаване и като цяло проблемите около понятието интелект. Обхваща още и обследва сложни и още нерешени проблеми от психологията, когнитивистиката, биологията, генетиката, космологията, статистиката и още какви ли не науки.
Преводачът Елена Павлова обобщава: „Слепоглед“ е праволинеен разказ за първия контакт, при това брилянтно изпълнен, с истински, достоверни и страшни извънземни, на които авторът не се опитва „без да иска“ да приписва човешки качества, точно обратното: постигнал е изумителни нива на достоверна различност.

## Издания на български език
На български език романът е публикуван на 14 март 2013 г. от изд. Изток-Запад.